# Van Nuys
Van Nuys est un quartier de la ville de Los Angeles en Californie situé dans la vallée de San Fernando.

## Présentation
Il doit son nom à son fondateur, Isaac Newton Van Nuys.
Van Nuys est le cœur de la vallée de San Fernando et compte environ 130 000 habitants. Il sert de siège de comté à la vallée, son centre administratif (Erwin Street Mall) abrite une antenne de la Los Angeles County Superior Court (Cour de justice), le commissariat de police, une antenne de la mairie de Los Angeles et de sa bibliothèque publique.

## Histoire
Le lotissement de la ville nouvelle de Van Nuys commença le 22 février 1911. La région doit son nom à Isaac Van Nuys, qui fonda la San Fernando Homestead Association (« Association des propriétaires de San Fernando ») en 1869, un groupe qui avait acquis la presque totalité de la terre qui compose aujourd'hui cette communauté.

## Personnalités liées à la ville
- Brandon Boyd, chanteur du groupe Incubus, y est né le 15 février 1976.
- Donald Crisp, cinéaste et acteur britannique, y est décédé le 25 mai 1974.
- Vinton Hayworth, acteur, y est décédé le 21 mai 1970.
- Scatman Crothers, acteur et compositeur, y est décédé le 22 novembre 1986.
- Nikki Sixx, bassiste de Mötley Crüe, en écrit une chanson avec son groupe Sixx:A.M. dans The Heroin Diaries Soundtrack (en), sorti le 21 août 2007.
- Kevin Mitnick, hacker célèbre, y est né le 6 août 1963.
- Andrea Zuckerman personnage de la série Beverly Hills 90210 y habite.
- Chester Conklin, acteur, y est mort en 1971.
- Bernard Fox, acteur, y est mort le 14 décembre 2016.
- Dean Harens, acteur, y est mort le 20 mai 1996.
- Estelita Rodriguez, actrice, y est morte le 12 mars 1966.
- Francine York, actrice, y est morte le 6 janvier 2017.
- Marilyn Monroe, actrice, alors Norma Jeane Baker, fait ses études secondaires à la Van Nuys High School dans les années 1940.